# Зачарована
«Зачаро́вана» (англ. Enchanted) — американський фентезійно-музичний фільм 2007 року, знятий режисером Кевіном Лімою за сценарієм Білла Келлі. Картина створена в Студії Волта Діснея (англ. Walt Disney Pictures) у співпраці з продюсерською фірмою Баррі Зонненфельда і Баррі Джозефсона «Barry Sonnenfeld and Josephson Entertainment». У зніманні картини були залучені актори Емі Адамс, Патрік Демпсі, Джеймс Марсден, Тімоті Сполл, Ідіна Мензел, Рейчел Кові і Сьюзен Серендон. У центрі сюжету Жизель — класична диснеївська принцеса, яка з казкової намальованої країни всупереч своїй волі потрапляє до реального світу, а саме — до Нью-Йорка.

## Зміст
Дівчину з мультиплікаційної країни силою злої магії відправляє в наш світ жорстока королева. Правителька країни не хоче, щоб та зустрічалася з її названим сином — спадкоємним принцом. І ось нещасна героїня потрапляє в зовсім незнайоме їй і вкрай жорстоке місце — сучасний Мангеттен.

## Ролі
| Актор           | Роль                     |
| --------------- | ------------------------ |
| Емі Адамс       | Жизель                   |
| Патрік Демпсі   | Роберт Филип             |
| Джеймс Марсден  | принц Едвард             |
| Тімоті Сполл    | Натаніель                |
| Сьюзен Серендон | королева Нарисса         |
| Ідіна Мензел    | Ненсі Тремейн            |
| Рейчел Кові     | Морган Филип             |
| Джулія Ендрюс   | оповідачка               |
| Джеф Бенетт     | Піп (анімаційна частина) |
| Кевін Ліма      | Піп (ігрова частина)     |

## Український дубляж

### Старий дубляж студії «AdiozProduction Studio» (Україна) за сприянням компанії«Невафільм»(Росія) (2007)
- Переклад і автор синхронного тексту — Федір Сидорук
- Режисер дубляжу — Ольга Фокіна
- Звукорежисер — Фелікс Трескунов
- Музичний керівник — Світлана Дубініна
- Переклад пісень — Ганна Розіна
- Менеджер проєкту — Лариса Шаталова
- Звукомонтажери — Тетяна Гожікова, Світлана Іванова
- Творчий консультант — Мачей Ейман

Ролі дублювали:
- Дарина Муращенко — Жизель
- Юрій Ребрик — Роберт Филип, Піп (анімаційна частина)
- Павло Піскун — принц Едвард
- Микола Луценко — Натаніель
- Лариса Руснак — королева Нарисса
- Катерина Сергеєва — Ненсі Тремейн
- Єлизавета Прима — Морган Филип
  - А також: Людмила Ардельян, Ольга Радчук, Юрій Гребельник, Ніна Касторф, Наталя Ярошенко, Дмитро Сова, Сергій Солопай, Вадим Полікарпов, Микола Кашеїда, Вадим Діаз, Вікторія Чечила, Олексій Цуркан, Юлія Марушко, Юрій Борисьонок, Ірина Ткаленко, Микола Боклан.

### Новий дубляж студії«1+1»(2013)
Ролі дублювали: Олександр Завальський, Євген Пашин, Анатолій Зіновенко, Михайло Жонін, Дмитро Завадський, Андрій Твердак, Павло Скороходько, Ніна Касторф, Ірина Дорошенко, Лариса Руснак, Ольга Радчук, Наталя Ярошенко, Лідія Муращенко, Юлія Перенчук

## Трекліст
1. « True Love's Kiss» (виконано Емі Адамс і Джеймсом Марсденом) — 3:13
2. «Happy Working Song» (виконано Емі Адамс) — 2:11
3. «That's How You Know» (виконано Емі Адамс) — 3:49
4. «So Close» (виконано Жоном Маклафліном) — 3:49
5. «Ever Ever After» виконано Керрі Андервуд) — 3:31
6. «Andalasia» — 1:47
7. «Into the Well» — 4:42
8. «Robert Says Goodbye» — 3:16
9. «Nathaniel and Pip» — 4:03
10. «Prince Edward's Search for Giselle» — 2:24
11. «Girls Go Shopping» — 1:41
12. «Narissa Arrives» — 1:34
13. «Storybook Ending» — 10:44
14. «Enchanted Suite» — 4:36
15. «That's Amore» (виконано Джеймсом Марсденом) — 3:0

## Знімальна група
- Режисер — Ребекка Томас
- Сценарист — Ребекка Томас
- Продюсер — Джессіка Колдуелл, Річард Нейстадтер, Алехандро Де Леон
- Композитор — Ерік Колвін

## Касові збори
Під час показу в Україні, що розпочався 20 грудня 2007 року, протягом перших вихідних фільм демонстрували на 60 екранах, що дозволило йому зібрати $238,449 і посісти 2 місце в кінопрокаті того тижня. Фільм опустився на шосту сходинку українського кінопрокату наступного тижня, хоч все ще демонструвався на 60 екранах і зібрав за ті вихідні ще $55,823. Загалом фільм в кінопрокаті України пробув 9 тижнів і зібрав $587,984, посівши 29 місце серед найбільш касових фільмів 2007 року. «Зачарована» заробили $127,8 мільйона у США та Канаді, а також $340,5 мільйона у решті країн. Це був 15-й найкасовіший фільм у світі, що вийшов 2007 року.